# Timothy Hackworth

Timothy Hackworth

Timothy Hackworth (* 22. Dezember 1786 in Wylam nahe Newcastle upon Tyne; † 7. Juli 1850 in Shildon) machte sich als einer der ersten Erbauer von Dampflokomotiven und als Besitzer einer Lokomotivfabrik einen Namen. Sein Verdienst vor allem liegt darin, dass er als Superintendent der Maschinen der Stockton and Darlington Railway ab 1826 die Dampflokomotive als zuverlässige Maschine etablierte.

## Hackworth frühe Jahre
Hackworth erlernte zwischen 1802 und 1807 in der Kohlenzeche von Wylam den Beruf eines Schmiedes. Schon ein Jahr später avancierte er dort als Nachfolger seines Vaters zum Vorarbeiter der Schmiede (foreman blacksmith) der Zeche. Der Besitzer des Bergwerks, Christopher Blackett, hatte bereits 1805 in Gateshead bei Newcastle eine Dampflokomotive nach dem Patent von Richard Trevithick in Auftrag gegeben, sich jedoch nach ihrer Fertigstellung geweigert, sie zu kaufen, da sie zu schwer für die Schienen seiner Grubenbahn sei. Nachdem Blackett 1808 die Schienen der Bahn verstärken ließ, bestellte er 1809 erneut eine Maschine bei Trevithick, der den Auftrag nunmehr jedoch ablehnte. Als Blackett 1811 der Erfolg der „travelling engine“ von John Blenkinsop und Mathew Murray in Leeds bekannt wurde, wies Blackett seinen Viewer (Grubenleiter) in Wylam, William Hedley, an, eine ähnliche Maschine zu bauen. Unter der Mitarbeit von Hackworth und dem Wagenbauer Jonathan Forster (Foster) als wichtigste Helfer erbaute Hedley zwischen 1812 und 1815 mehrere Lokomotiven für die Grubenbahn in Wylam bei Newcastle, darunter die 1813 gebaute Lokomotive „Puffing Billy“, die sich heute im Science Museum in Kensington, London, befindet, sowie die „Wylam Dilly“, die im Royal Museum in Edinburgh steht.

## Hackworth als anerkannter Eisenbahnpionier

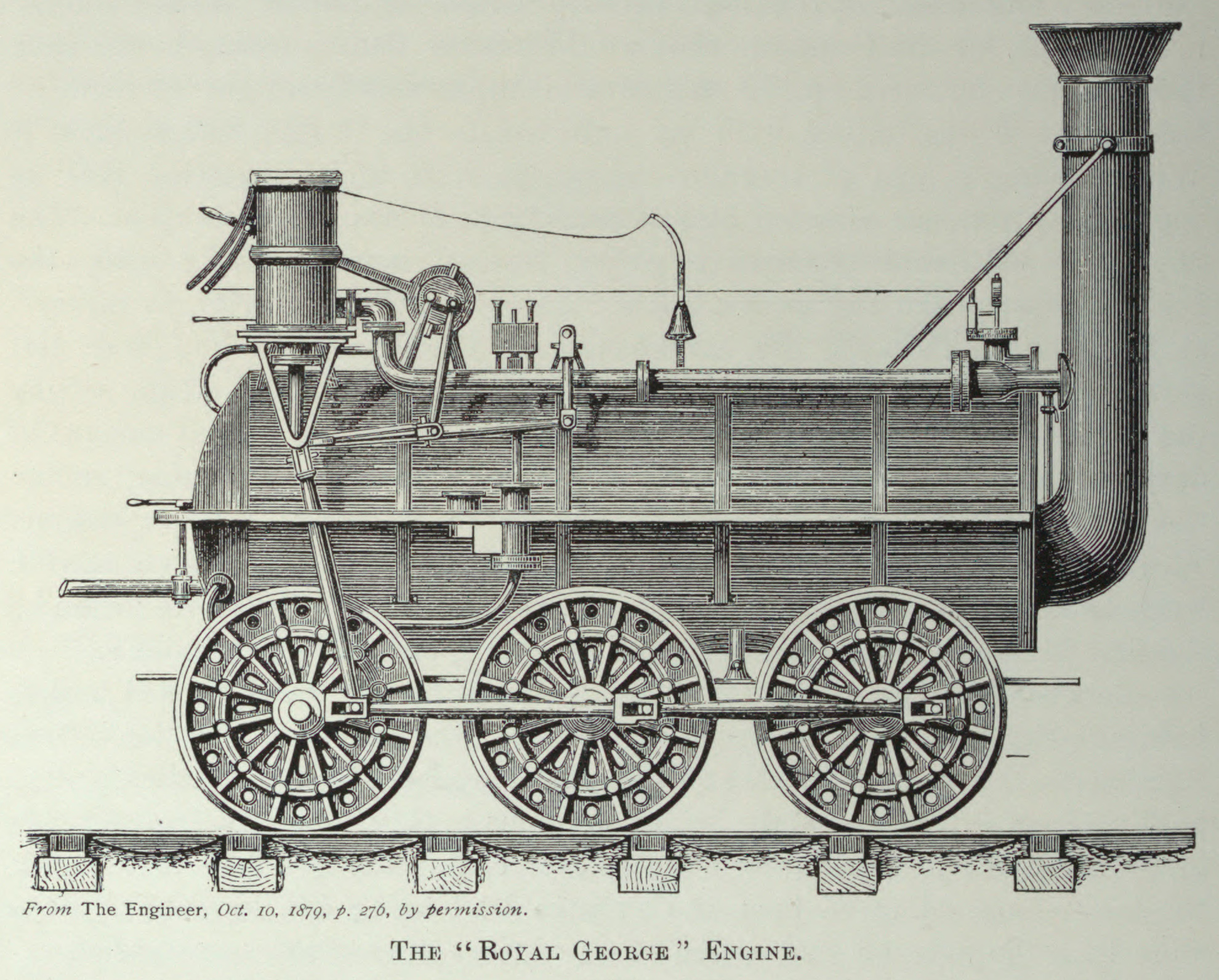
Die von Timothy Hackworth gebaute Lokomotive „The Royal George“ der Stockton and Darlington Railway 1827

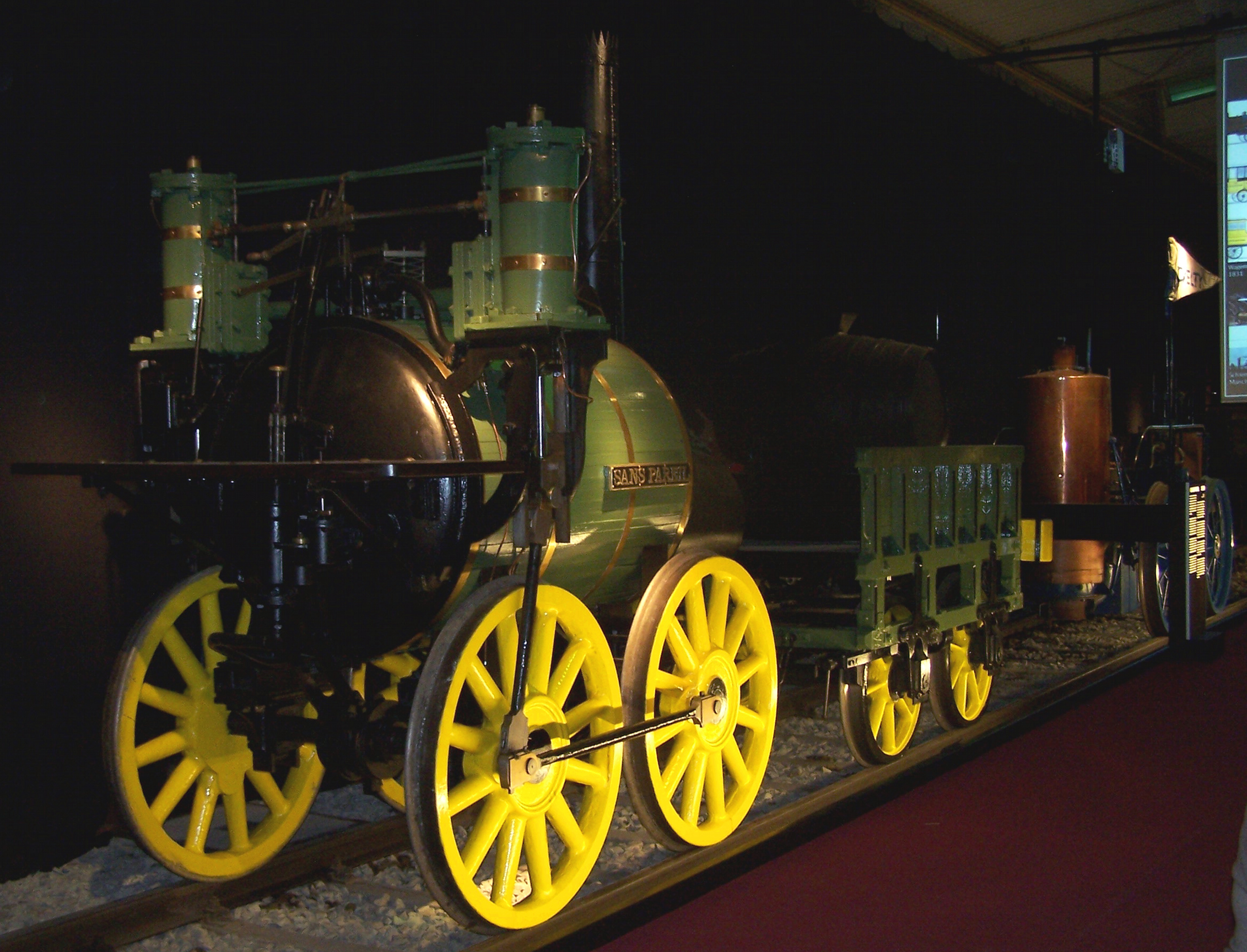
Nachbildung der „Sans Pareil“ bei der Sonderausstellung „Adler, Rocket und Co.“ im Verkehrsmuseum Nürnberg

Hackworth verließ 1816 Wylam auf eigenen Wunsch und war anschließend bis 1824 als foreman blacksmith auf der nahegelegenen Walbottle Colliery (Walbottle Zeche) tätig. Nach Angaben seiner Nachkommen übernahm Hackworth im Spätsommer oder Herbst 1824 die Leitung der damals noch im Aufbau befindlichen Maschinenfabrik Robert Stephenson and Company in Newcastle. In dieser Funktion habe er maßgeblich am Entwurf der Lokomotiven für die damals im Bau befindlichen Stockton and Darlington Railway mitgewirkt. Dieser Anspruch lässt sich in den Geschäftsbüchern der Firma jedoch nicht nachweisen. Vermutlich war Hackworth im Herbst 1824 lediglich als foreman smith bei R. Stephenson and Co. angestellt. Auf Empfehlung von George Stephenson, der damals als Chefingenieur den Bau der Stockton and Darlington Railway leitete, wurde Hackworth im Mai 1825 zum Superintendenten der Maschinen dieser Bahngesellschaft ernannt. In dieser Funktion beaufsichtigte Hackworth zunächst den Aufbau der von der Firma R. Stephenson and Co. gelieferten stationären Dampfmaschinen für den Betrieb der beiden Standseilbahnen bei Brusselton und Etherley und später den Betrieb der Lokomotiven auf der etwa 20 Meilen langen Bahnstrecke zwischen Shildon und dem Hafen von Stockton. Zur Wartung der Lokomotiven errichtete die Bahngesellschaft bei Shildon, nördlich von Darlington, eine eigene Betriebswerkstatt sowie Wohnhäuser für den Superintendenten und für 20 Arbeiter.
Obwohl in den ersten Jahren der Betrieb der Eisenbahn noch hauptsächlich mit Pferden durchgeführt wurde, konnte Hackworth als Betriebsleiter mit den vorhandenen Dampflokomotiven Erfahrungen sammeln und ihre Schwachstellen analysieren. Dabei erwies sich insbesondere die 1826 von der Firma Robert Wilson & Company in Newcastle gelieferte Lokomotive Chittaprat als wenig leistungsfähig. Als diese Maschine bei einer Kollision beschädigt wurde, erhielt Hackworth von den Direktoren Ende 1826 die Erlaubnis, sie nach seinen bisherigen Erfahrungen umzubauen und zu verbessern. Das Ergebnis des Umbaus war die Lokomotive Royal George, die im November 1827 in Betrieb gestellt wurde. Dies war zugleich die erste Lokomotive, die Timothy Hackworth entwarf. John Stephenson, der Bruder von George Stephenson, bezeichnete sie damals als die „beste Maschine der Welt“. Es kann als Hackworth’ großes Verdienst angesehen werden, dass die Stockton and Darlington Railway über neun betriebsbereite Maschinen verfügte, als sie sich Ende 1830 entschloss, den Betrieb auf der Strecke vollständig auf Lokomotiven umzustellen.
Mit Erlaubnis seiner Arbeitgeber beteiligte sich Hackworth 1829 an der Ausschreibung für Lokomotiven für die Liverpool and Manchester Railway, wozu diese Bahngesellschaft die berühmten Versuchsfahrten („Wettrennen“) von Rainhill bei Liverpool durchführen ließ. Die von Hackworth in der Eisenbahnwerkstatt in Shildon auf eigene Kosten gebaute zweiachsige Lokomotive „Sans Pareil“ (französisch ohne Vergleich) konnte die für den Wettbewerb vorgeschriebene Testfahrt über 60 Meilen (was einer Hin- und Rückfahrt zwischen Liverpool und Manchester entsprach) nicht vollenden, weil die Wasserpumpe, die den Kessel mit frischem Wasser versorgte, mehrmals ihren Dienst versagte. Hackworth musste deshalb wegen Wassermangels die Fahrt abbrechen. Die Lokomotive wurde später trotzdem von der Liverpool and Manchester Railway angekauft. Sie ist noch heute erhalten und befindet sich im Locomotion Museum in Shildon.
1830 konstruierte Hackworth für den Personenzugverkehr auf der Stockton and Darlington Railway die Lokomotive Globe, die sich als leichte, schnelle Maschine deutlich von seinen bisherigen Entwürfen, die sich von den Kohlenzechen-Lokomotiven herleiteten, abhob. Die Globe erwies sich als sehr gelungene Konstruktion und beförderte bis zu ihrer Zerstörung durch menschliches Versagen neun Jahre lang Reisezüge.

## Die Lokomotivfabrik Hackworth and Downing in Shildon
Die Direktion der Stockton & Darlington Railway beschloss 1833, den Betrieb der Eisenbahn selbst zu übernehmen (bis dahin konnte jeder Unternehmer, der entsprechende Wagen besaß, die Gleise der Bahn gegen eine bestimmte Gebühr benutzen). In Folge der Reorganisation wurde der Arbeitsvertrag mit Timothy Hackworth dahingehend geändert, dass er die Wartung der Maschinen der Gesellschaft künftig als selbständiger Unternehmer übernimmt. Zu diesem Zweck gründete Hackworth kurz darauf zusammen mit Nicholas Downing die Firma „Hackworth and Downing“, Soho Works, New Shildon, die bis zum Jahr 1840 die Lokomotiven der Stockton and Darlington Railway wartete. Ab 1836 lieferte die Firma Hackworth and Downing, deren Gebäude Hackworth unmittelbar neben der Betriebswerkstatt der Eisenbahngesellschaft errichten ließ, auch Lokomotiven an andere Bahngesellschaften. Bereits im Jahr ihrer Gründung lieferte Hackworth eine der ersten drei Lokomotiven, die aus England nach Russland geliefert wurden. Die Lokomotiven waren für die St. Petersburg & Zarskoe Selo Eisenbahn bestimmt. Ein Jahr später, also 1837, lieferte Hackworth die „Samson“ für die Albion Mines Railway in Nova Scotia. Diese Maschine war die erste Lokomotive, die in Kanada in Betrieb genommen worden ist (sie steht heute restauriert in New Glasgow, Nova Scotia).
Die Firma Hackworth (bis 1840 unter dem Namen Hackworth & Downing) erbaute bis 1850 insgesamt etwa 40 bis 50 Lokomotiven. Die letzte von Timothy Hackworth gebaute Lokomotive war eine dreiachsige Maschine nach dem Muster der „Jenny Lind“ von David Joy vom Typ 1A1, die abermals den Namen ‘Sans Pareil’ trug und bereits einen zum Teil geschweißten Kessel und Rahmen besaß. Die Maschine fuhr 1849 zunächst einige Zeit versuchsweise auf der London and North Western Railway (LNWR) und war dann anschließend (von 1851 bis 1881) im Besitz der York, Newcastle & Berwick Railway (seit 1854: North Eastern Railway).
Der ehemalige Bahnhof von Shildon beherbergt das „THE TIMOTHY HACKWORTH VICTORIAN & RAILWAY MUSEUM“.  Das Museum ist seit einigen Jahren eine externe Abteilung von „The National Railway Museum“ in York.

## Hackworth und die Erfindung der Dampflokomotive
Nach dem Tod von Timothy Hackworth verfasste zwischen 1855 und 1892 dessen ältester Sohn, John Wesley Hackworth, der selbst ein ausgebildeter Ingenieur gewesen ist, mehrere Schriften, in denen er nachzuweisen suchte, dass sein Vater der eigentliche „Vater der Dampflokomotive“ gewesen sei. Robert Young, ein Enkel von Timothy Hackworth, bekräftigte mit einer umfangreichen Biographie, die 1923 erschien, erneut diese These, wodurch diese Behauptung z. T. auch in der Eisenbahnfachliteratur Eingang fand. Vor einigen Jahren (im Jahr 2005) überreichte Jane Young-Hackworth, eine Ur-Ur-Enkelin von Timothy Hackworth, einen Brief von George Stephenson an das National Railway Museum, mit dem sie einmal mehr zu beweisen sucht, dass Timothy Hackworth das sog. „Blasrohr“ erfunden habe. Da sich die Nachkommen von T. Hackworth in ihren Schriften fast ausschließlich auf Vergleiche mit George Stephenson und William Hedley konzentrieren, übergehen sie meist die Tatsache, dass viele der Erfindungen, die sie ihrem Vorfahren zuschreiben, bereits von Richard Trevithick bei seinen mobilen Dampfmaschinen benutzt worden sind. Dazu zählt u. a. auch das „Blasrohr“ als Teil der Saugzuganlage. Außerdem finden sich in der „Liste der Erfindungen“, die John Wesley Hackworth seinem Vater zuschreibt, mehrere technische Neuerungen, die unstrittig auf andere Eisenbahnpioniere wie Matthew Murray, William Chapman oder John Buddle zurückgehen.
Die wichtigste Erfindung, die unbestritten Timothy Hackworth zugeschrieben wird, ist das mit einer Stahlfeder belastete Sicherheitsventil. Nachdem 1828 kurz hintereinander die Kessel von zwei Lokomotiven explodiert waren, wobei die Lokführer getötet wurden, fand Hackworth in den nachfolgenden Untersuchungen heraus, dass das Lokomotivpersonal die mit Gewichten belasteten Sicherheitsventile unterwegs häufig mit Schnüren festgebunden hatte, um den Dampfdruck und damit die Leistung der Maschinen zu erhöhen. Er konstruierte daraufhin ein mit Stahlfedern belastetes Sicherheitsventil, das so konstruiert war, dass es vom Personal nicht mehr manipuliert werden konnte.

## Zitat
Hackworth hat einen gesicherten Platz in der Geschichte der Eisenbahns als der Erste, der die Dampflokomotive als eine verlässliche Maschine etablierte.
(„Hackworth has an assured place in railway history as the first to establish the steam locomotive as a thoroughly reliable machine“)
John Marshall, Autor von „Biographical Dictionary of Railway Engineers“

## Nachweise und Anmerkungen
1. ↑  biographische Daten im Wesentlichen nach R. Young, Timothy Hackworth and the Steam Locomotive (1923 – Nachdruck 2000)
2. ↑  die Lehrzeit (apprenticeship) dauerte zu jener Zeit in England in der Regel vom Ende der Schulzeit bis zum Beginn der Volljährigkeit mit 21 Jahren.
3. ↑  in der Literatur findet sich sowohl die Schreibweise „Foster“ als auch „Forster“; nach C.F. Dendy Marshall wurde „Forster“ 1775 im South Tyne Valley geboren und er starb 1860 in Wylam.
4. ↑  1816 waren auf der Grubenbahn in Wylam drei Maschinen im Betrieb (Andy Guy, „North Eastern Locomotive Pioniers 1805 to 1827“, in Early Railways, London, 2001)
5. ↑  C. F. Dendy Marshall, A History of Railway Locomotives down to the End of the Year 1831, 1930 (Nachdruck London 1953)
6. ↑  da er dort wiederholt zur Sonntagsarbeit verpflichtet worden war, was er aus religiösen Gründen ablehnte (National Railway Museum, Hackworth Family Archiv)
7. ↑  Robert Young: Timothy Hackworth and the Steam Locomotive, London, 1923 (Nachdruck Lewes, 2000)
8. ↑  also Vorarbeiter der Schmiede
9. ↑  C. F. Dendy Marshall, A History of Railway Locomotives down to the End of the Year 1831, 1930 (Nachdruck London 1953), J.G. H. Warren, A Century of Locomotive Building 1823–1923, 1923 (Nachdruck Newton Abbot 1970)
10. ↑  W. W. Tomlinson, The North Eastern Railway, 1914 (Nachdruck Newton Abbot 1987)
11. ↑  M.W. Kirby, The Origins of Railway Enterprise. The Stockton and Darlington Railway 1821–1863, Cambridge, 2002
12. ↑  C. F. Dendy Marshall, A History of Railway Locomotives down to the End of the Year 1831, 1930 (Nachdruck London 1953)
13. ↑  R.G.H. Thomas, The Liverpool and Manchester Railway, London, 1980
14. ↑  später wurde mehrfach behauptet, „Sans Pareil“ sei deswegen gescheitert, weil einer der Zylinder „explodiert“ sei oder zumindest plötzlich sehr viel Dampf verloren hätte. In zeitgenössischen Berichten, die ausführlich über den Wettbewerb berichteten, wird ein solcher Vorfall allerdings nicht erwähnt.
15. ↑  Archivierte Kopie (Memento des Originals vom 15. April 2014 im Internet Archive)  Info: Der Archivlink wurde automatisch eingesetzt und noch nicht geprüft. Bitte prüfe Original- und Archivlink gemäß Anleitung und entferne dann diesen Hinweis.
16. ↑  M.W. Kirby, The Origins of Railway Enterprise. The Stockton and Darlington Railway 1821–1863, Cambridge, 2002
17. ↑  R. Young, Timothy Hackworth and the steam locomotive (1923) (Nachdruck Lewes, 2000)
18. ↑  The Railway Magazine, Vol. IX new series, 1838, 369
19. ↑  http://museumofindustry.novascotia.ca/collections-research/locomotives/samson/timeline-samson"
20. ↑  nicht zu verwechseln mit der Fa. Fossick and Hackworth in Stockton; diese Firma wurde 1840 von Thomas Hackworth gegründet, dem Bruder von Timothy, die bis 1856 Lokomotiven erbaute: A. L. Ahrons, The British Steam Railway Locomotive 1825–1925, London, 1927 (Nachdruck Newton Abbot, 1966)
21. ↑  James W. Lowe, British Steam Locomotive Builders, London, 1975
22. ↑  Ahrons, The British Steam Railway Locomotive 1825–1925, London, 1927 (Nachdruck Newton Abbot, 1966)
23. ↑  John S. MacLean, The Locomotives of the North Eastern Railway 1841–1922,  Newcastle, 1923
24. ↑  „THE TIMOTHY HACKWORTH VICTORIAN & RAILWAY MUSEUM“ (Memento vom 25. Juli 2013 im Internet Archive)
25. ↑  The National Railway Museum (Memento vom 2. Januar 2014 im Internet Archive)
26. ↑  J. W. Hackworth, A chapter in the History of Railway Locomotion, and Memoir of Timothy Hackworth („The father of locomotives,“) with portrait and a List of some of his Principal Inventions, London, 1892 (Sammelband mit mehreren bereits früher publizierten Aufsätzen)
27. ↑  Robert Young, Timothy Hackworth and the Steam Locomotive, London, 1923; außerdem derselbe: Timothy Hackworth and the Locomotive. Transactions of the Newcomen Society, 1921, 2, 70-87
28. ↑  http://www.culture24.org.uk/places+to+go/north+west/manchester/art29660 (Artikel vom 2. August 2005); „Culture24“ ist eine staatliche Organisation zur Förderung britischer Museen.
29. ↑  ausführlich dazu W.A. Tuplin, in “Introduction” zu: J.G.H. Warren, A Century of Locomotive Building 1823–1923, 1923 (im Nachdruck 1970); außerdem: W. T. Jackman, The Development of Transportation in Modern England, Vol. 2: Development of Railways, Cambridge, 1916, sowie C. F. Dendy Marshall, A History of Railway Locomotives down to the End of the Year 1831, 1930 (Nachdruck London 1953) und Stuart Owen Jones, The Penydarren Locomotive, Cardiff, 1981
30. ↑  von den rund fünfzig Dampflokomotiven, die bis 1828 in Großbritannien gebaut worden sind, besaßen etwa 90 % ein „Blasrohr“ (vgl. C. F. Dendy Marshall, A History of Railway Locomotives down to the End of the Year 1831, 1930 (Nachdruck London 1953), sowie die Aufsätze in Early Railways, Vol. 1 – 4, Papers from the International Railway Conferences held in London, Transactions Newcomen Society, 2000–2009).
31. ↑  allerdings besaßen bereits 1812 die Lokomotiven von John Blenkinsop und Mathew Murray ebenfalls ein selbsttätiges Sicherheitsventil, das von einer Schraubenfeder aus Stahl verschlossen wurde
32. ↑  vgl. boiler explosion at Aycliffe Lane on 1 July 1828; R.H. Inness, Locomotive history of the Stockton & Darlington Railway, 1825–1876 (in Loco. Rly. Carr. Revue, 1925,  31, 42ff.)
33. ↑  W. W. Tomlinson, The North Eastern Railway, 1914 (Nachdruck Newton Abbot 1987)

| Personendaten    | Personendaten                                                                       |
| ---------------- | ----------------------------------------------------------------------------------- |
| NAME             | Hackworth, Timothy                                                                  |
| KURZBESCHREIBUNG | gelernter Schmied und späterer Maschinenbauer, der vor allem Dampflokomotiven baute |
| GEBURTSDATUM     | 22. Dezember 1786                                                                   |
| GEBURTSORT       | Wylam bei Newcastle upon Tyne                                                       |
| STERBEDATUM      | 7. Juli 1850                                                                        |
| STERBEORT        | Shildon                                                                             |